# Cisma de Montaner

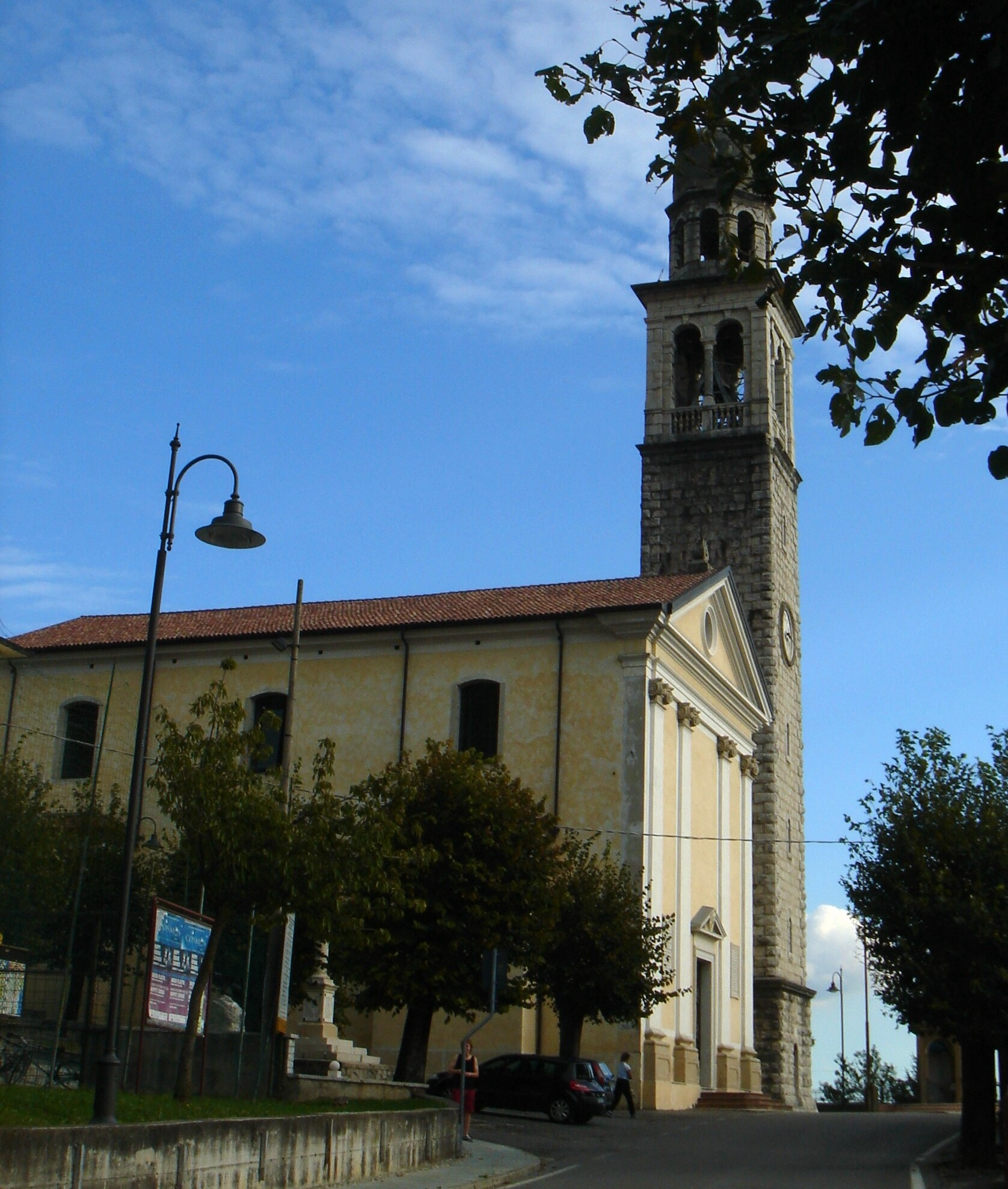
A igreja católica de Montaner, dedicada a São Pancrácio.

O Cisma de Montaner é um conjunto de eventos ocorridos entre 1966 e 1967 que levaram quase todos os habitantes de Montaner, um pequeno bairro ou fração comunal da comuna italiana de Sarmede, em Veneto, a separar-se da Igreja Católica e entrar em comunhão com a Igreja Ortodoxa, por causa de divergências graves com Albino Luciani, o então bispo católico da diocese de Vittorio Veneto e futuro Papa João Paulo I.

## A história
Tudo começou em 13 de dezembro de 1966 com a morte do velho pároco, padre José Faè, que exerceu o ministério sacerdotal em Montaner desde 1927. O povo queria que virasse pároco o padre Antonio Botteon, que assistiu o padre José espiritual e fisicamente nos últimos anos da sua vida, mas Albino Luciani respondeu que o pároco não é eleito pelo povo mas nomeado pelo bispo, e nomeou por isso o padre João Gava como novo pároco. Sabendo desta notícia, o povo queria que, pelo menos, o padre Antonio ficasse como coadjutor do padre João, mas Luciani respondeu que, para uma localidade tão pequena, não é necessário um coadjutor.
Em 22 de janeiro de 1967, o padre João chegou a Montaner, mas encontrou as portas da igreja fechadas e muradas com tijolos. Montaner dividiu-se entre os ratos da sacristia, que não queriam revoltar-se contra o bispo, e os gatos, que queriam o padre Antonio como novo pároco. Os gatos viajaram até Roma para falar com o papa Paulo VI, mas o Vaticano respondeu que era questão para ser resolvida com o seu respectivo bispo local.
Entretanto, Albino Luciani nomeou um novo pároco, o padre Pedro Venier, e um pároco interino por seis meses para acalmar a população, o idoso frei carmelita Casimiro. Mas o povo não os queria e continuou com as contestações, vigiando e ocupando a igreja 24 horas por dia. Por isso, Albino Luciani, em 12 de setembro de 1967, chegou a Montaner com a polícia como guarda-costas para retirar o Santíssimo Sacramento do tabernáculo da igreja, deixando-a, praticamente, sem a possibilidade de celebrar missas.

## O Cisma

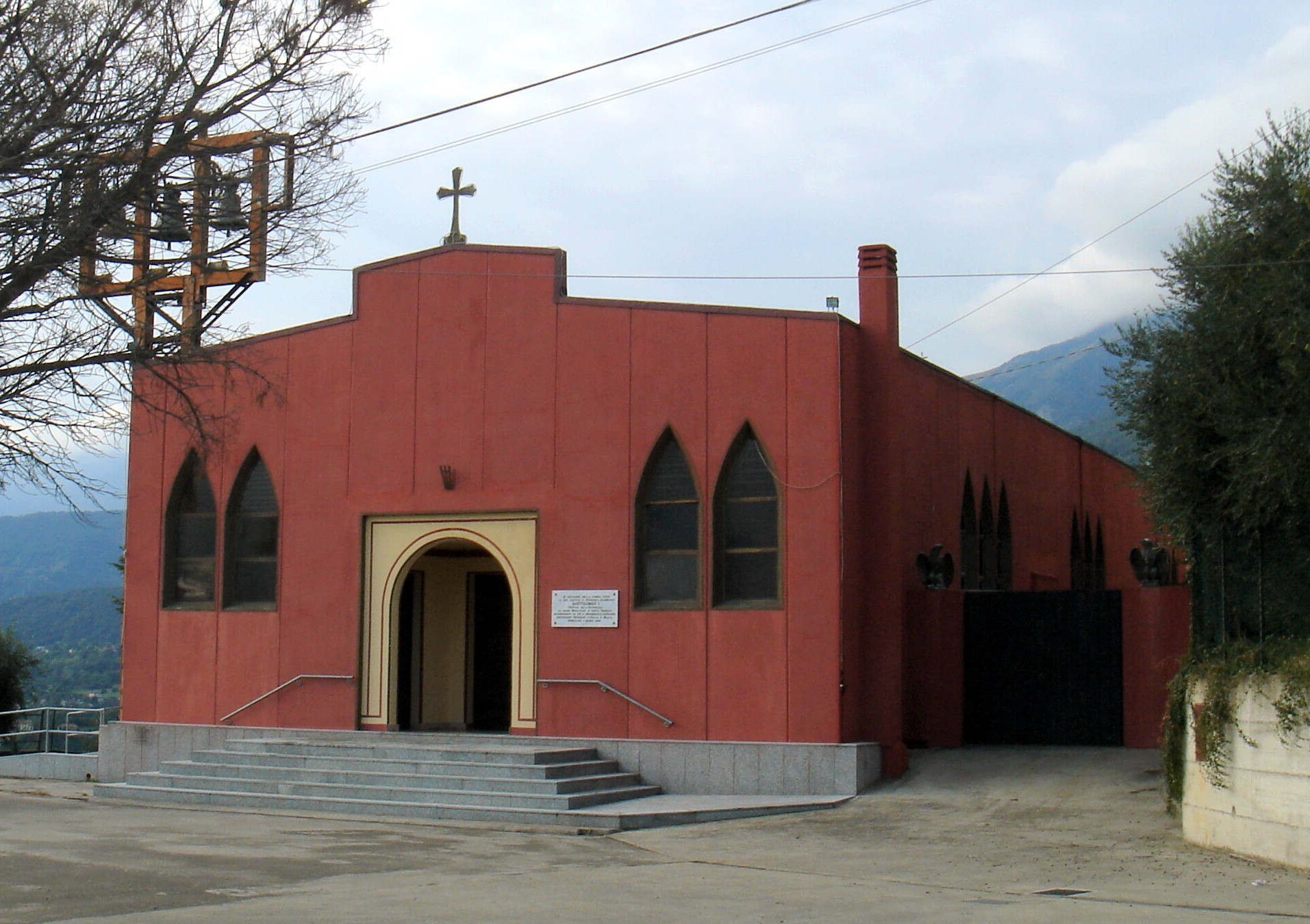
A igreja ortodoxa de Montaner.

Os gatos fizeram então um cisma e fundaram a Igreja Ortodoxa de Montaner. Em 26 de dezembro de 1967 foi celebrada a primeira missa ortodoxa bizantina, em junho de 1969 foi instalado definitivamente o primeiro pároco ortodoxo (o padre Claudio Vettorazzo) e em 7 de setembro de 1969 foi consagrada a igreja ortodoxa. O padre ortodoxo Claudio Vettorazzo era uma pessoa esquisita, teve muitos problemas com a justiça e foi acusado de ter uma vida boémia e sem regras. Isso não contribuiu para fortalecer a identidade ortodoxa da localidade de Montaner, que fez o cisma e se juntou à Igreja Ortodoxa mais para contestar o bispo Albino que por verdadeiro convencimento.
Só em 1988 é que a Igreja Ortodoxa de Montaner foi oficialmente reconhecida pelo Patriarcado de Constantinopla para usar o rito bizantino. Em 2000 foi fundado um mosteiro feminino, que depende do Patriarcado de Constantinopla.
Hoje as duas comunidades cristãs de Montaner vivem em plena harmonia e a Igreja Ortodoxa é frequentada também por emigrados do Leste Europeu.